# Benedikt von Olfers
Johannes Benediktus Franz Theodor Olfers, ab 1803 von Olfers (* 12. September 1800 in Münster; † 18. September 1876 in Koblenz) war Jurist und Politiker.

## Leben
Benedikt von Olfers war der Sohn des fürstbischöflich-münsteraner Hofrats und Bankiers Franz Theodor Olfers (ab 1803 von Olfers) (1755–1828), späterer königlich preußischer Geheimer Legationsrat, und der Marie Elisabeth von Lindenkampf (1763–1848). Johann Heinrich von Olfers (1791–1855) und Ignaz von Olfers (1793–1872) waren seine Brüder. Er heiratete am 8. September 1840 in Ahrweiler Caroline Elisabeth von Gaertner (* 28. April 1817 in Neuwied; † 28. Juli 1901 in Niederlahnstein), die Tochter des Landrats im Landkreis Ahrweiler Carl von Gaertner. Die Ehe blieb kinderlos.
Olfers studierte ab 1818 Rechtswissenschaften in Heidelberg und Göttingen. 1822 wurde er Auskulator in Münster, 1823 Auditor und 1823 Referendar in Münster. Ab 1827 war er Assessor am Rheinischen Appellationshof in Köln und wurde im gleichen Jahr an das Landgericht Koblenz versetzt. 1828 wurde er Staatsprokurator beim Langeicht Koblenz und 1831 Staatsprokurator bzw. 1832 Oberstaatsprokurator beim Appellationshof Köln. 1843 wurde er Präsident des Landgerichts Koblenz und Hauptmann der dortigen Landwehr-Kompanie. 1851 wurde er als Major aus dem Kriegsdienst entlassen und 1874 als Richter pensioniert. Seit 1855 trug er den Titel Geheimer Oberjustizrat. Er wurde mit dem Roten Adlerorden ausgezeichnet (4. Klasse 1838; 3. Klasse 1842; zuletzt 2. Klasse mit Stern).
1849 bis 1850 war er Mitglied der I. Preußischen Kammer. 1850 wurde er Abgeordneter im Staatenhaus des Erfurter Unionsparlaments.